# 우즈마키 나루토
우즈마키 나루토(일본어: うずまき ナルト)는 만화 《나루토》의 주인공이다.

## 소개
이 만화의 주인공이다. 4대 호카게인 나미카제 미나토와 나루토 이전에 구미의 인주력이었던 소용돌이 마을 출신의 여닌자 우즈마키 쿠시나의 아들이다.
나루토는 마을을 파괴한 미수 구미(九尾)를 뱃속에 품고 있었기 때문에 마을 사람들은 나루토를 괴물 취급하여 따돌렸다.
나루토는 하급닌자 동료들과 더불어 중급 닌자 시험에 참가해, '의외성 No.01'이라는 타이틀을 획득하며 잠재된 실력을 드러내기 시작한다.
이후 나루토는 오로치마루와 모래마을이 손을 잡고 벌인 <나뭇잎 부수기>계획에 말려들게 된다. 모래마을 1미의 인주력인 '사폭의 가아라'와 대결에서 승리하고 그의 마음을 개화시켜 마을을 지키는데 지대한 공을 세운다.
이타치에게 복수하기 싶은 마음이 폭주한 사스케가 나뭇잎 마을을 탈주하자 나루토와 친구들은 사스케 탈환조로 파견됐지만 그과정에서 사스케를 만난. 인주력이던 나루토는 싸움도중 구미가 폭주했고 요호의 옷을 두른 나루토는 주인상태 2에 도달한 사스케와 격돌했지만 한끗차이로 사스케에게 패배하고만다.
지라이야의 제자로 들어가 실력을 키운 나루토는 3년 뒤, 나뭇잎 마을로 귀환하여 사스케를 되찾기 위한 임무를 수행하게 된다. 이때부터 본격적으로 <아카츠키>와 대립한다.
죽은 스승 지라이야의 의지를 이어 선술을 익히기로한 나루토는 두꺼비 선인들이 있는 [묘목산]에서 '후카사쿠'와 함께 혹독한 수련을 통해 마침내 선인모드를 손에 넣는다. 폐인과의 전투에서 승리한 나루토를 마을 사람들은 마을의 영웅으로 추대한다.
킬러 비의 도움을 받아 수련 끝에 구미의 증오에 지배되지 않은 채로 구미의 차크라를 제어하는 데 성공한다.
제 4차 인계대전에선 사스케, 사쿠라와 함께 큰 활약을 했다. 마지막에 카구야를 봉인하고 모두의 영웅이 된다.
예토전생된 자신의 아빠 미나토를 보며 엄마가 한 약속을 잘 지키고 있다며 걱정말라는 안부를 전해달라고 했고 성불하는 미나토를 보며 통곡한다.
4차 인계대전 종결후 사스케가 오카게 몰살선언, 지폭천성 으로 미수들을 봉인하고 더 나은 세상을 위해 닌자세상을 재건할 혁명을 일으킬거라  말하는 사스케에게 분노한 나루토는 결국 사스케와 종말의 계곡에서 마지막 싸움을 벌인다. 나루토는 나선환과 그림자분신술로 밀어붙히고 사스케는 사륜안을 최대로 활용해 전투를 벌이고, 나루토는 미수화해 서로 천재지변이 일어날 정도의 격렬한 전투를 벌인다. 세계관 최강급 닌자답게 종말의 계곡 근처 바위나 숲들이 전부 박살나고, 자연재해가 일어날때까지 엄청난 규모로 싸움을 벌이다 결국엔 사스케에 인드라 스사노오가 날린 '인드라의 화살'과 나루토의 쿠라마가 날린 '육도 초대옥 나선수리검'이 맞부딪히게 된다. 사스케와 나루토는 차크라가 바닥났음에도 둘은 난타전에 돌입해 온몸이 지쳐 주먹을 휘두르며 처절한 몸싸움을 이어간다. 결판을 내지 못한채 서로 상처투성이가 되도록 때리고 쓰러지기를 반복하던 둘은 탈진할 지경에 이르고 사스케가 윤회안의 힘으로 나루토의 차크라를 빼앗고 치도리로 이 싸움을 끝내려 하지만 나루토가 어퍼컷으로 반격하며 지겨운 싸움은 계속된다. 드디어 나루토의 나선환과 사스케의 치도리가 맞부딪히며 둘다 한쪽팔이 날아가는 중상을 입고 화해한다. 나루토는 하시라마 세포로 만든 의수를 차고 사스케는 자신의 속죄로 의수를 차지않고 긴 여행을 떠난다. 나루토는 그를 배웅해 주며 다시 만날날을 기약한다.

## 술법

### 기본
- 그림자 분신술

실체가 있는 술자의 분신체를 만든다. 술자의 환영에 차크라를 불어넣어 만드는 것이다. 분신의 수와 비례해서 차크라가 소모되기 때문에 다량의 차크라를 가지고 있지 않으면 술자의 목숨이 위험할 수도 있지만 미수의 차크라가 자연스럽게 흘러나오는 나루토이기에 주특기로 사용하는 술법이다.
- 두꺼비 소환술

피로 계약한 소환수를 불러내는 시공간인술이다. 지라이야를 통해 묘목산의 두꺼비와 계약하였다. 사용한 차크라의 양에 비례해서 소환된다.
- 나선환(나센간)

차크라를 손 안에 고속으로 회전시키고 그대로 상대방에게 때려박는 기술이다. 보통은 혼자서 제대로 된 위력을 낼 수 없기에, 그림자 분신술을 소환해서 만들어야 했지만 후반부 막바지 부터는 한손으로 만들 수 있게 되었다. 대포급에 위력을 가진 기술.
- 대옥(대형) 나선환

더 많은 차크라로 더 큰 나선환을 만드는 기술이다. 상대방에게 제대로 공격하기 위해서 두 손으로 받치면서 돌진해야 한다.
- 나선련환

그림자 분신술로 수 많은 분신들을 만들어 둘씩 짝지어 나선환을 생성하고 상대방에게 동시에 공격한다.
- 대옥(대형)나선 다련환

그림자 분신술로 둘씩 짝지어 대옥나선환을 많이 만들어 합동 공격하는 기술이다.
- 초대옥(초대형) 나선환

그림자 분신술로 짝지어 대옥 나선환보다 더 많은 차크라를 소모해, 산 1개를 없앨 만큼의 큰 나선환을 만들어 상대방에게 공격한다.
- 풍둔 나선 수리검

나선환을 이루는 차크라를 바람속성으로 성질변화하여 강화시킨 술법이다. 성질변화를 위해 분신 한명이 더 필요하다. 초고속으로 회전하는 고밀도의 차크라이기 때문에 다루는 것이 힘들어 수리검이란 이름에도 기본형의 나선환과 마찬가지로 직접 공격해야 한다. 술자인 나루토에게 상당한 부담을 준다.
- 우즈마키 나루토 연탄

사자련탄을 카피한 술법으로 그림자 분신과 연동 공격한다. 먼저 나루토 본체가 우!를 외치며 적의 얼굴에 강정권을 먹여 날린다. 적이 지면에 떨어지기 전에 다른 분신들이 즈!마!키!를 외치며 적을 높이 차올린다. 그리고 나루토가 강정권을 먹인 후에 다른 분신이 나루토의 등을 도약대 삼아 공중에서 상대를 바닥에 떨군다.

### 선인모드
체내에 자연 차크라를 흡수하여 두꺼비 선인모드가 된다. 선인모드일 때는 근력, 체술, 차크라 모두 증가하며, 차크라를 감지하는 것이 가능해진다.
- 선법 체술- 두꺼비 대련

선인모드로 공격할 경우, 직접 타격을 주지 않더라도 주위에 흐르는 자연 차크라로 타격이 들어간다. 자연의 차크라로 받는 타격은 일반 타격보다 더욱 치명적이며, 일반 타격+자연의 차크라 타격을 당하면 엄청난 데미지를 받는다.
- 선법- 초대옥(대형) 나선환

선인 모드에서 자연차크라로 대옥 나선환을 쓰는 기술이다. 자연 차크라가 더해진 만큼, 일반상태에서 사용하는 대옥 나선환보다 크다.
- 선법- 풍둔 나선 수리검

선인모드일 때 사용하는 기술로, 자연 차크라를 사용하는 만큼 위력도 증가되지만 강력한 만큼 사용자에게 걸리는 리스크도 크다. 전방으로 던지는 것도 가능해진다.
- 선법- 나선 연환

선인모드일 때 사용하는 기술로, 양손 모두에 나선환을 가지고 때려박는 기술이다. 왼손과 오른손에 각각 한체의 그림자 분신이 필요하다.
- 선법- 초대옥(초대형)나선 다련환

선인 모드로 자연차크라를 충당하여 그림자 분신술로 초대옥나선환을 수없이 만들어 쓰는 기술이다. 크기와 위력이 일반적인 대옥나선환보다도 압도적이다.

### 구미(쿠라마) 차크라 컨트롤 모드
나루토가 주체가 되어 구미호의 차크라를 컨트롤할 수 있게 된 모습이다.
- 나선 흡환

미수 차크라 컨트롤 모드에서 등에 미수 차크라로 팔을 많이 만든 후 대옥나선환을 만들고 손들로 많은 적을 끌어와 나선환에 공격 받게 하는 기술이다.
- 나선 난환

미수 차크라 컨트롤 모드에서 등에 구미호 차크라로 팔을 만들어 그 팔들로 나선환을 여러 개 만든 후 주위의 적에게 팔들로 나선환들을 부딪히는 기술이다.
- 혹성 나선환

기본 형태의 나선환에 3개의 작은 나선환이 추가적으로 주위해 있는 모습으로, 차크라를 역회전시켰기 때문에 위력을 가하는 모습이 기존 나선환과 다르다.
- 미니 미수옥 나선환

미수옥을 작게해서 손에 놓고 때려 박는다.
- 초미니 나선 수리검

작은 나선수리검이다. 손가락에서 작은 손이 나와서 나선수리검을 만든다.

### 구미(쿠라마)링크 모드
구미 차크라 컨트롤 모드에서 모습이 약간 변하고, 미수화, 부분 미수화, 미수옥의 사용이 가능해진다. 또한 구미호와 인격을 교대한 상태에서 접촉한 사람에게 차크라를 줄 수가 있다.
- 미수옥

미수 차크라의 양과 음의 조합을 통해 만들어 내는 고밀도의 차크라 덩어리이다.
- 미수옥 나선수리검

미수옥 + 나선수리검을 더해서 적에게 던진다. 2개를 사용할 수 있다.

### 육도 차크라 모드
- 선법 초미수 나선수리검

다중 그림자 분신술 상태에서 9마리 미수들의 차크라를 모두 사용해 각각 나선수리검에 담아서 날린다. 나루토의 술법중 화력이 매우 높은 술법이라 할 수 있다.

## 같이 보기
- 나루토